# Accessio
Accessio est un concept du droit de la propriété romain antique qui définissait la propriété d'une chose (un objet ou un ouvrage) en relation avec une autre (un autre objet ou un autre ouvrage) ; une chose est considérée comme la principale, et l'autre est considérée comme une accession ou un ajout à elle. En général, le propriétaire de l’objet principal, quel qu’il soit, est également devenu propriétaire de l’accession. Accessio n'était pas une règle spécifique, mais un principe avec un certain nombre de cas particuliers qui avaient leurs propres directives pour la détermination de la propriété.
Le type d’accès le plus incontesté découle de l’union d’une chose avec le sol ; et quand l'union entre le sol et la chose est complète, la chose appartient à celui qui possède le sol. Ainsi, si une personne bâtit sur un terrain appartenant à quelqu'un d'autre, le bâtiment appartient au propriétaire du sol, à moins qu'il ne s'agisse d'un bâtiment à caractère mobile, comme une tente ; car l’état de droit est « superficies solo cedit. » Un arbre appartenant à une personne, s'il est planté sur (dans) le sol d'une autre personne, appartient au propriétaire du sol dès qu'il a pris racine. La même règle s'applique aux graines et aux plantes.
Si quelqu'un écrivait sur le papyrus (chartulae) ou parchemin (membranae) d'un autre, le matériau était considéré comme le principal et l'écriture appartenait bien sûr au propriétaire du papier ou du parchemin. Si une personne peignait une image, sur le bois de quelqu'un d'autre (tabula) ou un autre matériau, le tableau était alors considéré comme principal (tabula picturae cedit). Le principe qui a déterminé l’acquisition d’une nouvelle propriété par accessio était le suivant : l’union intime et inséparable de l’accessoire avec le principal. En conséquence, il pouvait y avoir accessio purement accidentel, sans l'intervention d'un agent rationnel. Si un morceau de terre était arraché par un ruisseau à une terre et attaché à la terre d'un autre, elle devenait la propriété de la personne propriétaire de la terre à laquelle elle était attachée, après s'être fermement attaché, mais pas avant. Ce cas ne doit pas être confondu avec le cas de l'alluvio.
La personne qui perdait ses biens par accessio avait en règle générale le droit d’être indemnisée de la perte, par la personne qui avait acquis le nouveau bien. L'exception consistait en des cas de mala fides (mauvaise foi).
Le terme accessio s’applique également à des choses qui sont le produit d’autres choses, et ne leur sont pas ajoutées à l’extérieur, comme dans les cas qui viennent d’être mentionné. Tout accessio de ce genre appartient au propriétaire de la chose principale ; les produits d'un animal, d'un champ ou d'un arbre appartiennent au propriétaire. Dans certains cas, une personne peut avoir droit au produit d’une chose (fructus), bien que la chose appartienne à une autre  (usufructus).
Le terme accessio s'appliquait également à ceux qui étaient cautionnés ou liés pour autrui, en tant que fidejussores (confusio).